# Christian Johann von Schönberg
Christian Johann von Schönberg, zeitgenössisch auch Christian Hans von Schönberg, (* 15./25. Juni 1608 in Dresden; † 9./19. Januar 1672 in Budißin) war ein kurfürstlich-sächsischer Geheimer Rat und Landesältester der Oberlausitz sowie Rittergutsbesitzer.

## Leben
Er stammte aus der sächsischen Adelsfamilie von Schönberg und war der Sohn von Wolf Georg von Schönberg (1567–1619) und dessen Ehefrau Margaretha geborene von Dieskau aus dem Hause Finsterwalde und Loschau († 1641).
Sein Vater starb bereits frühzeitig in Pulsnitz. Zu diesem Zeitpunkt war Christian Johann von Schönberg erst 11 Jahre alt. Wie viele seiner Familienangehörigen schlug er eine Verwaltungslaufbahn im Dienst der Wettiner ein. Er ging an den Hof nach Dresden, wo er bis zum Geheimen Rat aufstieg. Nach dem Anfall der Ober- und Niederlausitz an das Kurfürstentum Sachsen durch den Prager Frieden von 1635 wurde Christian Johann von Schönberg Landesältester der Oberlausitz in Bautzen (Budißin).
Im Jahre 1652 erwarb Christian Johann von Schönberg das Rittergut Lohsa.
Die anlässlich seiner feierlichen Beisetzung vom Bautzener Pfarrer Daniel Römer gehaltene Leichenpredigt erschien bei Christoph Baumann in Bautzen in Druck.
Er hinterließ als Sohn und Erben Johann Christian von Schönberg (1640–1692).